# Chlorita antoniana
Chlorita antoniana är en insektsart som beskrevs av Dlabola 1959. Chlorita antoniana ingår i släktet Chlorita och familjen dvärgstritar.
Artens utbredningsområde är Italien. Inga underarter finns listade i Catalogue of Life.